# ابشر
اَبشِر یک اپ موبایل است که به شهروندان و ساکنان عربستان سعودی امکان استفاده از خدمات دولتی متنوعی را بدون مراجعهٔ حضوری به ادارات دولتی به صورت رایگان می‌دهد. با این اپ می‌توان به ۲۷۹ خدمت دسترسی یافت، از جمله تقاضای شغل، دریافت جواز حج، به‌روزرسانی اطلاعات گذرنامه، اوراق هویتی، پرداخت قبوض و جریمه‌ها به صورت الکترونیکی و غیره. یکی از خدمات آن که مناقشه به پا کرده ردیابی زنان خانواده توسط مردان تحت عنوان نظام ولایت است.
اپ ابشر را می‌توان از گوگل پلی و اپ استور اپل دریافت کرد و ناشر آن وزارت داخله عربستان است. بنا بر آمار وزارت داخله، ابشر بیش از ۲۰ میلیون کاربر دارد. تا فوریهٔ ۲۰۱۹ این اپلیکیشن ۴٫۲ میلیون بار از اپ استور دانلود شده‌است.

## انتقاد
این اپلیکیشن مورد انتقاد فعالان مختلف حقوق بشر، سازمان های حقوق بشر و جوامع بین المللی قرار گرفته است. ایالات متحده و کشورهای اروپایی نیز این برنامه را محکوم کرده و از پادشاهی خواسته اند تا به سیستم قیمومیت مردان پایان دهد. آبشر در سال 2019 به دلیل عملکردهایش در حمایت از سیاست عربستان سعودی در قیمومیت مردان پس از تحقیق توسط Business Insider مورد توجه رسانه ها قرار گرفت. این برنامه به سرپرستان منتخب اجازه می‌دهد در صورت عبور زنی تحت سرپرستی از فرودگاه، اعلان‌ها را دریافت کنند و متعاقباً به آنها این امکان را می‌دهد که حق سفر خود را پس بگیرند. در موارد معدودی، این سیستم توسط زنانی که توانسته‌اند کنترل تنظیمات آن را به دست آورند و از آن برای سفر به خود استفاده کنند، دور زده شده است.